# Malá z rybárny
Malá z rybárny je loutkový film Jana Baleje z roku 2015. Zobrazuje pohádku Malá mořská víla zasazenou do současných kulis moderního velkoměsta.
Film získal desetimilionový grant od Státního fondu pro podporu a rozvoj české kinematografie, což je největší podpora loutkového filmu v historii fondu.

## Výroba
Pro film bylo vytvořeno přes 60 loutek, jedna z nich má podobu Jakuba Koháka. Animace jedné sekundy filmu trvá zhruba hodinu.
Od dubna do srpna 2015 proběhla v Malostranské besedě interaktivní výstava filmových loutek a kulis.

## Ocenění
Film byl nominován na Cenu české filmové kritiky v kategorii audiovizuální počin. V březnu 2016 získal zvláštní cenu poroty na mezinárodním festivalu animovaného filmu MONSTRA v Lisabonu.

## Recenze
- Mirka Spáčilová, iDNES.cz
- František Fuka, FFFilm